# Betygala
 Betygala est un bourg (lituanien : miestelis) situé dans l'apskritis de Kaunas en Lituanie.

## Géographie
La localité est située sur la route 3504 qui relie Ariogala (13 km au sud-est) à Šiluva (20 km au nord-ouest). Elle se trouve à 15 km à l’est de Raseiniai.